# Kurwai
Kurwai ist eine Kleinstadt (Nagar Panchayat) mit etwa 15.500 Einwohnern (Zensus 2011) im indischen Bundesstaat Madhya Pradesh.
Kurwai liegt im Distrikt Vidisha. Die Stadt liegt am rechten Ufer der Betwa 115 km nordöstlich von Bhopal.
Kurwai war Hauptstadt des früheren Fürstenstaates Kurwai.